# Campeonato Mundial de Baloncesto Femenino Sub-19 de 2001
El V Campeonato Mundial de Baloncesto Femenino Sub-19 (en checo: Mistrovství světa FIBA žen do 19 let 2001) se realizó en Brno, República Checa, entre el 14 y el 22 de julio de 2001.
El campeonato contó con la participación de 12 selecciones nacionales de baloncesto sub-19. La República Checa se proclamó campeona por primera vez, tras ganar a Rusia en la final por dos puntos (82-80).

## Clasificados
| Competición                                      | Fecha                      | Sede          | Plazas | Equipos clasificados                   |
| ------------------------------------------------ | -------------------------- | ------------- | ------ | -------------------------------------- |
| País anfitrión                                   | —                          | —             | 1      | República Checa                        |
| Campeonato FIBA Américas Femenino Sub-18 de 2000 | 26–30 de julio de 2000     | Mar del Plata | 3      | Estados Unidos Cuba Brasil             |
| Campeonato FIBA Europa Femenino Sub-18 de 2000   | 14–23 de julio de 2000     | Władysławowo  | 4      | Rusia República Checa Polonia Lituania |
| Campeonato FIBA África Femenino Sub-18 de 2000   | —                          | Bamako        | 1      | Malí                                   |
| Campeonato FIBA Asia Femenino Sub-18 de 2000     | 16–22 de diciembre de 2000 | Nueva Delhi   | 2      | China Japón                            |
| FIBA Oceanía                                     | —                          | —             | 1      | Australia                              |
| Total                                            | Total                      | Total         | 12     | 12                                     |

## Organización

### Sedes
| Brno , sede del torneo |

### Sorteo de grupos
Los grupos quedaron distribuidos de la siguiente forma:
| Grupo A                                                  | Grupo B                                         |
| -------------------------------------------------------- | ----------------------------------------------- |
| Australia Cuba Francia Japón Polonia República Checa (H) | Brasil China Estados Unidos Lituania Malí Rusia |

### Formato
Fase de grupos
En esta primera fase, los 12 países se dividieron en 2 grupos de 6 equipos cada uno. Se enfrontaron todos contra todos a partido único. Los dos mejores equipos pasaron directamente a semifinales,  los equipos clasificados en el segundo y tercer lugar pasaron al cuadro de clasificación del 5.º al 8.º lugar, y los dos peores equipos de cada grupo pasaron al cuadro de clasificación del 9.º al 12.º lugar. 
Fase final
Esta fase constó de las semifinales (donde se enfrentaron A1-B2 y A2-B1), el partido por la medalla de bronce y la final, así como de los cuadros de clasificación del 5.º-8.º lugar (A3-B4 y A4-B3) y del 9.º-12.º lugar (A5-B6 y A6-B5).

## Fase de grupos
Todos los horarios corresponden al huso horario local (GMT+1).

### Grupo A
| Pos. | Equipo          | PJ | G | P | PF  | PC  | DP   | Pts | Clasificación |
| ---- | --------------- | -- | - | - | --- | --- | ---- | --- | ------------- |
| 1    | Australia       | 5  | 5 | 0 | 407 | 305 | +102 | 10  | Semifinales   |
| 2    | República Checa | 5  | 4 | 1 | 416 | 310 | +106 | 9   | Semifinales   |
| 3    | Francia         | 5  | 3 | 2 | 357 | 362 | −5   | 8   | 5º-8º lugar   |
| 4    | Cuba            | 5  | 2 | 3 | 327 | 365 | −38  | 7   | 5º-8º lugar   |
| 5    | Polonia         | 5  | 1 | 4 | 310 | 381 | −71  | 6   | 9º-12º lugar  |
| 6    | Japón           | 5  | 0 | 5 | 326 | 420 | −94  | 5   | 9º-12º lugar  |

 Fuente: FIBA
Jornada 1
| 14 de julio | Australia                                  | 86–64                                 | Polonia                                       | Brno |  |
| 08:45       | Parciales: 20-15, 17-14, 27-20, 22-15      | Parciales: 20-15, 17-14, 27-20, 22-15 | Parciales: 20-15, 17-14, 27-20, 22-15         |      |  |
|             | Estadísticas Hodges 23 Hammonds 8 Mahony 5 | Reporte Pts Reb Asts                  | Estadísticas 20 Bibrzycka 8 Majewska 1 Tłumak |      |  |

| 14 de julio | República Checa                                        | 91–68                                 | Francia                                                  | Brno |  |
| 17:45       | Parciales: 24-10, 14-16, 23-18, 30-24                  | Parciales: 24-10, 14-16, 23-18, 30-24 | Parciales: 24-10, 14-16, 23-18, 30-24                    |      |  |
|             | Estadísticas Vítečková 19 Veselá, Vítečková 9 Uhrová 4 | Reporte Pts Reb Asts                  | Estadísticas 24 Dumerc 9 Bertal 1 Beikes, Dumerc, Ayissi |      |  |

| 14 de julio | Cuba                                  | 77–69                                 | Japón                                           | Brno |  |
| 20:00       | Parciales: 20-21, 16-15, 24-23, 17-10 | Parciales: 20-21, 16-15, 24-23, 17-10 | Parciales: 20-21, 16-15, 24-23, 17-10           |      |  |
|             | Estadísticas Avila 19 Díaz 9 Gelis 3  | Reporte Pts Reb Asts                  | Estadísticas 33 Oga 8 Chonan, Shigeta 1 Shigeta |      |  |

Jornada 2
| 15 de julio | Francia                                                   | 71–66                                 | Cuba                                     | Brno |  |
| 13:15       | Parciales: 17-17, 18-12, 19-20, 17-17                     | Parciales: 17-17, 18-12, 19-20, 17-17 | Parciales: 17-17, 18-12, 19-20, 17-17    |      |  |
|             | Estadísticas Gomis 12 Ndongue 11 Dumerc, Gomis, Ndongue 1 | Reporte Pts Reb Asts                  | Estadísticas 25 Boulet 9 Boulet 2 Boulet |      |  |

| 15 de julio | Polonia                                      | 62–83                                 | República Checa                           | Brno |  |
| 17:45       | Parciales: 18-16, 15-25, 15-22, 14-20        | Parciales: 18-16, 15-25, 15-22, 14-20 | Parciales: 18-16, 15-25, 15-22, 14-20     |      |  |
|             | Estadísticas Bibrzycka 16 Majewska 8 Dydek 2 | Reporte Pts Reb Asts                  | Estadísticas 23 Veselá 9 Veselá 11 Uhrová |      |  |

| 15 de julio | Japón                                      | 54–91                                 | Australia                                     | Brno |  |
| 20:00       | Parciales: 12-31, 12-16, 10-21, 20-23      | Parciales: 12-31, 12-16, 10-21, 20-23 | Parciales: 12-31, 12-16, 10-21, 20-23         |      |  |
|             | Estadísticas Oga 18 Oga 7 Yagawa, Chonan 1 | Reporte Pts Reb Asts                  | Estadísticas 21 Hammonds 15 Hammonds 4 Mahony |      |  |

Jornada 3
| 16 de julio | Australia                                           | 89–65                                | Cuba                                    | Brno |  |
| 13:15       | Parciales: 19-17, 18-12, 23-9, 29-27                | Parciales: 19-17, 18-12, 23-9, 29-27 | Parciales: 19-17, 18-12, 23-9, 29-27    |      |  |
|             | Estadísticas Hammonds 22 Hammonds, Grima 7 Mahony 4 | Reporte Pts Reb Asts                 | Estadísticas 16 Boulet 10 Avila 4 Gelis |      |  |

| 16 de julio | Polonia                                                     | 58–76                                | Francia                                       | Brno |  |
| 15:30       | Parciales: 12-18, 6-19, 25-18, 15-21                        | Parciales: 12-18, 6-19, 25-18, 15-21 | Parciales: 12-18, 6-19, 25-18, 15-21          |      |  |
|             | Estadísticas Dłużyk 14 Dłużyk, Majewska 6 cinco jugadoras 1 | Reporte Pts Reb Asts                 | Estadísticas 22 Dumerc 11 Reghaissia 3 Dumerc |      |  |

| 16 de julio | República Checa                                                   | 104–64                                | Japón                                      | Brno |  |
| 17:45       | Parciales: 23-14, 26-14, 27-12, 28-24                             | Parciales: 23-14, 26-14, 27-12, 28-24 | Parciales: 23-14, 26-14, 27-12, 28-24      |      |  |
|             | Estadísticas Vítečková 20 Hartigová 13 Uhrová, Veselá, Spirkova 3 | Reporte Pts Reb Asts                  | Estadísticas 22 Shigeta 8 Chonan 2 Tabuchi |      |  |

Jornada 4
| 18 de julio | Japón                                     | 72–73                                 | Polonia                                           | Brno |  |
| 08:45       | Parciales: 15-27, 10-12, 19-20, 28-14     | Parciales: 15-27, 10-12, 19-20, 28-14 | Parciales: 15-27, 10-12, 19-20, 28-14             |      |  |
|             | Estadísticas Tanaka 28 Chonan 6 Tabuchi 4 | Reporte Pts Reb Asts                  | Estadísticas 24 Bibrzycka 14 Majewska 4 Bibrzycka |      |  |

| 18 de julio | Francia                                              | 67–80                                 | Australia                                              | Brno |  |
| 11:00       | Parciales: 14-13, 19-22, 14-25, 20-20                | Parciales: 14-13, 19-22, 14-25, 20-20 | Parciales: 14-13, 19-22, 14-25, 20-20                  |      |  |
|             | Estadísticas Gomis Reghaissia 6 Dumerc, Reghaissia 2 | Reporte Pts Reb Asts                  | Estadísticas 16 Richards, Hammonds 10 Grima 2 Hammonds |      |  |

| 18 de julio | Cuba                                             | 55–83                                | República Checa                                 | Brno                          |  |
| 17:45       | Parciales: 6-28, 14-19, 15-25, 20-11             | Parciales: 6-28, 14-19, 15-25, 20-11 | Parciales: 6-28, 14-19, 15-25, 20-11            |                               |  |
|             | Estadísticas Gelis 13 Castillo 4 Capiro, Gelis 2 | Reporte Pts Reb Asts                 | Estadísticas 15 Hartigová 11 Hartigová 7 Uhrová | Asistencia: 2800 espectadores |  |

Jornada 5
| 19 de julio | Japón                                           | 67–75                                 | Francia                                       | Brno |  |
| 11:00       | Parciales: 22-11, 18-24, 11-22, 16-18           | Parciales: 22-11, 18-24, 11-22, 16-18 | Parciales: 22-11, 18-24, 11-22, 16-18         |      |  |
|             | Estadísticas Oga 21 Tanaka 9 Tabuchi, Shigeta 4 | Reporte Pts Reb Asts                  | Estadísticas 18 Reghaissia 15 Beikes 3 Dumerc |      |  |

| 19 de julio | Polonia                                        | 53–64                                | Cuba                                    | Brno |  |
| 13:15       | Parciales: 15-20, 18-15, 8-16, 12-13           | Parciales: 15-20, 18-15, 8-16, 12-13 | Parciales: 15-20, 18-15, 8-16, 12-13    |      |  |
|             | Estadísticas Bibrzycka 20 Majewska 13 Tłumak 2 | Reporte Pts Reb Asts                 | Estadísticas 14 Gelis 15 Boulet 3 Gelis |      |  |

| 19 de julio | República Checa                                        | 55–61                                | Australia                                  | Brno                          |  |
| 17:45       | Parciales: 11-20, 12-14, 20-9, 12-18                   | Parciales: 11-20, 12-14, 20-9, 12-18 | Parciales: 11-20, 12-14, 20-9, 12-18       |                               |  |
|             | Estadísticas Vítečková 16 Vítečková 9 Uhrová, Veselá 4 | Reporte Pts Reb Asts                 | Estadísticas 17 Hammonds 8 Hodges 4 Hodges | Asistencia: 3200 espectadores |  |

### Grupo B
| Pos. | Equipo         | PJ | G | P | PF  | PC  | DP   | Pts | Clasificación |
| ---- | -------------- | -- | - | - | --- | --- | ---- | --- | ------------- |
| 1    | Estados Unidos | 5  | 5 | 0 | 452 | 303 | +149 | 10  | Semifinales   |
| 2    | Rusia          | 5  | 4 | 1 | 410 | 333 | +77  | 9   | Semifinales   |
| 3    | Brasil         | 5  | 3 | 2 | 371 | 328 | +43  | 8   | 5º-8º lugar   |
| 4    | Lituania       | 5  | 2 | 3 | 356 | 362 | −6   | 7   | 5º-8º lugar   |
| 5    | China          | 5  | 1 | 4 | 326 | 357 | −31  | 6   | 9º-12º lugar  |
| 6    | Malí           | 5  | 0 | 5 | 204 | 436 | −232 | 5   | 9º-12º lugar  |

 Fuente: FIBA
Jornada 1
| 14 de julio | Estados Unidos                                              | 89–71                                 | Lituania                                                            | Brno |  |
| 11:00       | Parciales: 26-13, 24-22, 26-10, 13-26                       | Parciales: 26-13, 24-22, 26-10, 13-26 | Parciales: 26-13, 24-22, 26-10, 13-26                               |      |  |
|             | Estadísticas Pondexter, Beard, Taurasi 18 Powell 10 Beard 3 | Reporte Pts Reb Asts                  | Estadísticas 30 Šalkauskė 10 Linkevičienė 2 Šalkauskė, Linkevičienė |      |  |

| 14 de julio | Brasil                                         | 60–57                               | China                               | Brno |  |
| 13:15       | Parciales: 7-15, 9-15, 23-12, 21-15            | Parciales: 7-15, 9-15, 23-12, 21-15 | Parciales: 7-15, 9-15, 23-12, 21-15 |      |  |
|             | Estadísticas Castro 26 E. de Souza 11 Castro 3 | Reporte Pts Reb Asts                | Estadísticas 20 Chen 12 Chen 3 Yuan |      |  |

| 14 de julio | Rusia                                                           | 96–37                              | Malí                                        | Brno |  |
| 15:30       | Parciales: 30-7, 27-9, 20-12, 19-9                              | Parciales: 30-7, 27-9, 20-12, 19-9 | Parciales: 30-7, 27-9, 20-12, 19-9          |      |  |
|             | Estadísticas Arteshina 13 Sokolovskaya, Tamulyanis 8 Ruzanova 5 | Reporte Pts Reb Asts               | Estadísticas 11 Sissoko 17 Sissoko 2 Diallo |      |  |

Jornada 2
| 15 de julio | Lituania                                                                    | 67–69                                 | Rusia                                                                   | Brno |  |
| 08:45       | Parciales: 15-20, 16-14, 16-16, 20-19                                       | Parciales: 15-20, 16-14, 16-16, 20-19 | Parciales: 15-20, 16-14, 16-16, 20-19                                   |      |  |
|             | Estadísticas Linkevičienė 24 Šalkauskė 9 Bimbaitė, Šulčiūtė, Linkevičienė 1 | Reporte Pts Reb Asts                  | Estadísticas 20 Sytnyak 9 Shchegoleva 1 Sytnyak, Shchegoleva, Arteshina |      |  |

| 15 de julio | Malí                                               | 34–98                               | Brasil                                      | Brno |  |
| 11:00       | Parciales: 10-27, 13-21, 3-34, 8-16                | Parciales: 10-27, 13-21, 3-34, 8-16 | Parciales: 10-27, 13-21, 3-34, 8-16         |      |  |
|             | Estadísticas Sissoko 15 Sissoko 8 Kanté, Sangaré 1 | Reporte Pts Reb Asts                | Estadísticas 20 Belinazzo 8 Souza 3 Gustavo |      |  |

| 15 de julio | China                                       | 52–84                                | Estados Unidos                                        | Brno |  |
| 15:30       | Parciales: 6-17, 13-26, 15-27, 18-14        | Parciales: 6-17, 13-26, 15-27, 18-14 | Parciales: 6-17, 13-26, 15-27, 18-14                  |      |  |
|             | Estadísticas Bai 16 Kawamura, Ren 5 Huang 5 | Reporte Pts Reb Asts                 | Estadísticas 13 Strother 10 Powell 4 Pondexter, Beard |      |  |

Jornada 3
| 16 de julio | Estados Unidos                          | 83–71                                 | Brasil                                        | Brno |  |
| 08:45       | Parciales: 26-21, 15-10, 30-12, 12-28   | Parciales: 26-21, 15-10, 30-12, 12-28 | Parciales: 26-21, 15-10, 30-12, 12-28         |      |  |
|             | Estadísticas Beard 23 Powell 9 Powell 4 | Reporte Pts Reb Asts                  | Estadísticas 25 Castro 8 E. de Souza 3 Castro |      |  |

| 16 de julio | Lituania                                                           | 66–54                                | Malí                                                        | Brno |  |
| 11:00       | Parciales: 16-14, 13-9, 22-12, 15-19                               | Parciales: 16-14, 13-9, 22-12, 15-19 | Parciales: 16-14, 13-9, 22-12, 15-19                        |      |  |
|             | Estadísticas Linkevičienė 14 Šalkauskė 12 Bimbaitė, Linkevičienė 3 | Reporte Pts Reb Asts                 | Estadísticas 17 Seremé, Djénébou Sissoko 10 Sissoko 6 Kanté |      |  |

| 16 de julio | Rusia                                                           | 85–67                                 | China                                      | Brno |  |
| 20:00       | Parciales: 20-12, 20-13, 20-24, 25-18                           | Parciales: 20-12, 20-13, 20-24, 25-18 | Parciales: 20-12, 20-13, 20-24, 25-18      |      |  |
|             | Estadísticas Arteshina 23 Shchegoleva 12 Sytnyak, Shchegoleva 2 | Reporte Pts Reb Asts                  | Estadísticas 15 Bai, Yuan 10 Huang 3 Huang |      |  |

Jornada 4
| 18 de julio | Malí                                       | 29–97                              | Estados Unidos                                                 | Brno |  |
| 13:15       | Parciales: 4-33, 14-31, 4-20, 7-13         | Parciales: 4-33, 14-31, 4-20, 7-13 | Parciales: 4-33, 14-31, 4-20, 7-13                             |      |  |
|             | Estadísticas Sissoko 10 Bagayoko 5 Kanté 2 | Reporte Pts Reb Asts               | Estadísticas 18 Taurasi 7 Whitley, Powell, J. Moore 5 Strother |      |  |

| 18 de julio | China                                                  | 71–78                                 | Lituania                                                 | Brno |  |
| 15:30       | Parciales: 21-22, 11-24, 19-14, 20-18                  | Parciales: 21-22, 11-24, 19-14, 20-18 | Parciales: 21-22, 11-24, 19-14, 20-18                    |      |  |
|             | Estadísticas Zhang L. 21 Chen 10 Yuan, Ren, Zhang L. 3 | Reporte Pts Reb Asts                  | Estadísticas 23 Linkevičienė 14 Šalkauskė 4 Linkevičienė |      |  |

| 18 de julio | Brasil                                           | 63–80                                | Rusia                                                            | Brno |  |
| 20:00       | Parciales: 16-18, 9-22, 20-21, 18-19             | Parciales: 16-18, 9-22, 20-21, 18-19 | Parciales: 16-18, 9-22, 20-21, 18-19                             |      |  |
|             | Estadísticas E. de Souza 17 Gustavo 10 Gustavo 5 | Reporte Pts Reb Asts                 | Estadísticas 23 Shchegoleva 9 Arteshina 4 Shchegoleva, Arteshina |      |  |

Jornada 5
| 19 de julio | China                                   | 79–50                                | Malí                                        | Brno |  |
| 08:45       | Parciales: 18-15, 19-8, 25-11, 17-16    | Parciales: 18-15, 19-8, 25-11, 17-16 | Parciales: 18-15, 19-8, 25-11, 17-16        |      |  |
|             | Estadísticas Yuan 12 Zhang X. 11 Yuan 6 | Reporte Pts Reb Asts                 | Estadísticas 14 Sissoko 17 Sissoko 3 Sanogo |      |  |

| 19 de julio | Lituania                                            | 74–79                                 | Brasil                                                       | Brno |  |
| 15:30       | Parciales: 20-19, 16-27, 14-10, 24-23               | Parciales: 20-19, 16-27, 14-10, 24-23 | Parciales: 20-19, 16-27, 14-10, 24-23                        |      |  |
|             | Estadísticas Šulčiūtė 20 Šalkauskė 9 Linkevičienė 5 | Reporte Pts Reb Asts                  | Estadísticas 25 E. de Souza 22 E. de Souza 5 Sackis, Gustavo |      |  |

| 19 de julio | Rusia                                                                     | 80–99                                 | Estados Unidos                          | Brno                          |  |
| 20:00       | Parciales: 20-19, 30-28, 10-29, 20-23                                     | Parciales: 20-19, 30-28, 10-29, 20-23 | Parciales: 20-19, 30-28, 10-29, 20-23   |                               |  |
|             | Estadísticas Shchegoleva, Arteshina 18 Shchegoleva 11 Ruzanova, Sytnyak 4 | Reporte Pts Reb Asts                  | Estadísticas 28 Beard 9 Taurasi 4 Beard | Asistencia: 1500 espectadores |  |

## Fase final

### Cuadro por el 9º-12º lugar
|  | Semifinales 9º-12º | Semifinales 9º-12º |         |       | Partido 9º lugar  | Partido 9º lugar  |  |
|  | 21 de julio        | 21 de julio        |         |       | 22 de julio       | 22 de julio       |  |
|  |                    |                    |         |       |                   |                   |  |
|  |                    |                    |         |       |                   |                   |  |
|  | China              | 85                 |         |       |                   |                   |  |
|  | China              | 85                 |         |       |                   |                   |  |
|  | Japón              | 65                 |         |       |                   |                   |  |
|  | Japón              | 65                 |         | China | 68                |                   |  |
|  |                    |                    |         | China | 68                |                   |  |
|  |                    |                    | Polonia | 63    |                   |                   |  |
|  | Polonia            | 79                 | Polonia | 63    |                   |                   |  |
|  | Polonia            | 79                 |         |       |                   |                   |  |
|  | Malí               | 56                 |         |       | Partido 11º lugar | Partido 11º lugar |  |
|  | Malí               | 56                 |         |       | Partido 11º lugar | Partido 11º lugar |  |
|  |                    |                    |         |       |                   |                   |  |
|  |                    |                    |         |       | Japón             | 83                |  |
|  |                    |                    |         |       | Japón             | 83                |  |
|  |                    |                    |         |       | Malí              | 42                |  |
|  |                    |                    |         |       | Malí              | 42                |  |
|  |                    |                    |         |       |                   |                   |  |

#### Semifinales del 9º-12º lugar
| 21 de julio | China                                       | 85–65                                | Japón                                  | Brno |  |
| 08:45       | Parciales: 28-15, 23-21, 15-6, 19-23        | Parciales: 28-15, 23-21, 15-6, 19-23 | Parciales: 28-15, 23-21, 15-6, 19-23   |      |  |
|             | Estadísticas Zhang F. 17 Zhang F. 10 Yuan 7 | Reporte Pts Reb Asts                 | Estadísticas 32 Oga 6 Chonan 3 Tabuchi |      |  |

| 21 de julio | Polonia                                       | 79–56                                | Malí                                        | Brno |  |
| 11:00       | Parciales: 23-22, 18-7, 23-15, 15-12          | Parciales: 23-22, 18-7, 23-15, 15-12 | Parciales: 23-22, 18-7, 23-15, 15-12        |      |  |
|             | Estadísticas Majewska 22 Majewska 14 Dłużyk 4 | Reporte Pts Reb Asts                 | Estadísticas 23 Sissoko 10 Sissoko 3 Sanogo |      |  |

#### Partido por el 11º lugar
| 22 de julio | Japón                              | 83–42                              | Malí                                                 | Brno |  |
| 08:45       | Marcador por tiempos: 41-24, 42-18 | Marcador por tiempos: 41-24, 42-18 | Marcador por tiempos: 41-24, 42-18                   |      |  |
|             | Estadísticas Oga 37 Tanaka 9 Oga 4 | Reporte Pts Reb Asts               | Estadísticas 11 Sangaré 14 Sangaré 1 Sangaré, Sanogo |      |  |

#### Partido por el 9º lugar
| 22 de julio | China                                           | 68–63                              | Polonia                                           | Brno |  |
| 11:00       | Marcador por tiempos: 37-31, 31-32              | Marcador por tiempos: 37-31, 31-32 | Marcador por tiempos: 37-31, 31-32                |      |  |
|             | Estadísticas Chen 16 Zhang L. 9 Yuan, Ren Lei 3 | Reporte Pts Reb Asts               | Estadísticas 23 Bibrzycka 11 Majewska 3 Bibrzycka |      |  |

### Cuadro por el 5º-8º lugar
|  | Semifinales 5º-8º | Semifinales 5º-8º |         |      | Partido 5º lugar | Partido 5º lugar |  |
|  | 21 de julio       | 21 de julio       |         |      | 22 de julio      | 22 de julio      |  |
|  |                   |                   |         |      |                  |                  |  |
|  |                   |                   |         |      |                  |                  |  |
|  | Brasil            | 62                |         |      |                  |                  |  |
|  | Brasil            | 62                |         |      |                  |                  |  |
|  | Cuba              | 64                |         |      |                  |                  |  |
|  | Cuba              | 64                |         | Cuba | 55               |                  |  |
|  |                   |                   |         | Cuba | 55               |                  |  |
|  |                   |                   | Francia | 77   |                  |                  |  |
|  | Francia           | 74                | Francia | 77   |                  |                  |  |
|  | Francia           | 74                |         |      |                  |                  |  |
|  | Lituania          | 66                |         |      | Partido 7º lugar | Partido 7º lugar |  |
|  | Lituania          | 66                |         |      | Partido 7º lugar | Partido 7º lugar |  |
|  |                   |                   |         |      |                  |                  |  |
|  |                   |                   |         |      | Brasil           | 78               |  |
|  |                   |                   |         |      | Brasil           | 78               |  |
|  |                   |                   |         |      | Lituania         | 54               |  |
|  |                   |                   |         |      | Lituania         | 54               |  |
|  |                   |                   |         |      |                  |                  |  |

#### Semifinales del 5º–8º lugar
| 21 de julio | Brasil                                                       | 62–64                                 | Cuba                                                      | Brno |  |
| 13:15       | Parciales: 26-19, 11-10, 15-22, 10-13                        | Parciales: 26-19, 11-10, 15-22, 10-13 | Parciales: 26-19, 11-10, 15-22, 10-13                     |      |  |
|             | Estadísticas Castro, E. de Souza 18 E. de Souza 12 Catunda 6 | Reporte Pts Reb Asts                  | Estadísticas 17 Avila, Gelis 14 Boulet 2 Fernández, Gelis |      |  |

| 21 de julio | Francia                                          | 74–66                                 | Lituania                                         | Brno                          |  |
| 15:30       | Parciales: 13-17, 19-18, 22-14, 20-17            | Parciales: 13-17, 19-18, 22-14, 20-17 | Parciales: 13-17, 19-18, 22-14, 20-17            |                               |  |
|             | Estadísticas Beikes, Dumerc 13 Beikes 8 Dumerc 4 | Reporte Pts Reb Asts                  | Estadísticas 29 Šalkauskė 11 Viksryte 4 Bimbaitė | Asistencia: 2500 espectadores |  |

#### Partido por el 7º lugar
| 22 de julio | Brasil                                               | 78–54                              | Lituania                                             | Brno |  |
| 13:15       | Marcador por tiempos: 33-30, 45-24                   | Marcador por tiempos: 33-30, 45-24 | Marcador por tiempos: 33-30, 45-24                   |      |  |
|             | Estadísticas E. de Souza 27 E. de Souza 11 Catunda 6 | Reporte Pts Reb Asts               | Estadísticas 15 Linkevičienė 10 Šalkauskė 3 Bimbaitė |      |  |

#### Partido por el 5º lugar
| 22 de julio | Cuba                                   | 55–77                              | Francia                                              | Brno |  |
| 15:30       | Marcador por tiempos: 31-33, 24-44     | Marcador por tiempos: 31-33, 24-44 | Marcador por tiempos: 31-33, 24-44                   |      |  |
|             | Estadísticas Avila 13 Boulet 9 Gelis 3 | Reporte Pts Reb Asts               | Estadísticas 14 Beikes, Ayissi 7 Reghaissia 2 Beikes |      |  |

### Cuadro final
|  | Semifinales     | Semifinales |       |                 | Final          | Final       |  |
|  | 21 de julio     | 21 de julio |       |                 | 22 de julio    | 22 de julio |  |
|  |                 |             |       |                 |                |             |  |
|  |                 |             |       |                 |                |             |  |
|  | Estados Unidos  | 88          |       |                 |                |             |  |
|  | Estados Unidos  | 88          |       |                 |                |             |  |
|  | República Checa | 92          |       |                 |                |             |  |
|  | República Checa | 92          |       | República Checa | 82             |             |  |
|  |                 |             |       | República Checa | 82             |             |  |
|  |                 |             | Rusia | 80              |                |             |  |
|  | Australia       | 54          | Rusia | 80              |                |             |  |
|  | Australia       | 54          |       |                 |                |             |  |
|  | Rusia           | 69          |       |                 | 3.º puesto     | 3.º puesto  |  |
|  | Rusia           | 69          |       |                 | 3.º puesto     | 3.º puesto  |  |
|  |                 |             |       |                 |                |             |  |
|  |                 |             |       |                 | Estados Unidos | 77          |  |
|  |                 |             |       |                 | Estados Unidos | 77          |  |
|  |                 |             |       |                 | Australia      | 72          |  |
|  |                 |             |       |                 | Australia      | 72          |  |
|  |                 |             |       |                 |                |             |  |

#### Semifinales
| 21 de julio | Estados Unidos                                | 88–92                                 | República Checa                              | Brno                          |  |
| 17:45       | Parciales: 23-23, 21-21, 23-31, 21-17         | Parciales: 23-23, 21-21, 23-31, 21-17 | Parciales: 23-23, 21-21, 23-31, 21-17        |                               |  |
|             | Estadísticas Taurasi 25 Stephens 10 Taurasi 4 | Reporte Pts Reb Asts                  | Estadísticas 29 Vítečková 10 Veselá 7 Uhrová | Asistencia: 4500 espectadores |  |

| 21 de julio | Australia                                    | 54–69                                 | Rusia                                           | Brno                          |  |
| 20:00       | Parciales: 15-19, 11-11, 13-20, 15-19        | Parciales: 15-19, 11-11, 13-20, 15-19 | Parciales: 15-19, 11-11, 13-20, 15-19           |                               |  |
|             | Estadísticas Hammonds 15 Hammonds 9 Screen 4 | Reporte Pts Reb Asts                  | Estadísticas 20 Sytnyak 11 Arteshina 5 Ruzanova | Asistencia: 2000 espectadores |  |

#### Partido por la medalla de bronce
| 22 de julio | Estados Unidos                                | 77–72                              | Australia                                         | Brno |  |
| 17:45       | Marcador por tiempos: 43-43, 34-29            | Marcador por tiempos: 43-43, 34-29 | Marcador por tiempos: 43-43, 34-29                |      |  |
|             | Estadísticas Taurasi 23 Stephens 10 Taurasi 3 | Reporte Pts Reb Asts               | Estadísticas 25 Hodges 10 Hodges 5 Mahony, Screen |      |  |

#### Final
| 22 de julio | República Checa                           | 82–80                              | Rusia                                                            | Brno |  |
| 20:00       | Marcador por tiempos: 35-41, 47-39        | Marcador por tiempos: 35-41, 47-39 | Marcador por tiempos: 35-41, 47-39                               |      |  |
|             | Estadísticas Veselá 18 Veselá 14 Uhrová 6 | Reporte Pts Reb Asts               | Estadísticas 28 Arteshina 9 Shchegoleva 2 Shchegoleva, Arteshina |      |  |

| Bandera de República Checa          |
| Campeón República Checa 1.er título |

## Medallero
| Rusia | República Checa | Estados Unidos |

## Clasificación final
| Pos.              | Equipo          | Pts | G-P | PF  | PC  | Dif. |
| ----------------- | --------------- | --- | --- | --- | --- | ---- |
| Medalla de oro    | República Checa | 13  | 6-1 | 590 | 478 | +112 |
| Medalla de plata  | Rusia           | 12  | 5-2 | 559 | 469 | +90  |
| Medalla de bronce | Estados Unidos  | 13  | 6-1 | 617 | 467 | +150 |
| 4                 | Australia       | 12  | 5-2 | 533 | 451 | +82  |
| 5                 | Francia         | 12  | 5-2 | 508 | 483 | +25  |
| 6                 | Cuba            | 10  | 3-4 | 446 | 504 | -58  |
| 7                 | Brasil          | 11  | 4-3 | 511 | 446 | +65  |
| 8                 | Lituania        | 9   | 2-5 | 476 | 514 | -38  |
| 9                 | China           | 10  | 3-4 | 479 | 485 | -6   |
| 10                | Polonia         | 9   | 2-5 | 452 | 505 | -53  |
| 11                | Japón           | 8   | 1-6 | 474 | 547 | -73  |
| 12                | Malí            | 7   | 0-7 | 302 | 598 | -296 |

Fuente: FIBA